# Senatorische Provinz

Römische Provinzen unter Trajan (117 n. Chr.)
„Senatorische“ Provinz
Kaiserliche Provinz
Klientel-Staaten

Als senatorische Provinz bezeichnet die moderne Forschung traditionell eine römische Provinz, die auch in der Kaiserzeit zumindest formal der Verfügungsgewalt des Senats unterstand. Theoretisch lag die Souveränität allerdings beim römischen Volk; die Provinzen wurden deshalb in der Antike als „öffentliche Provinzen“ (provinciae publicae) oder „Provinzen des römischen Volkes“ (provinciae populi Romani) bezeichnet, im Unterschied zu den Provinzen, die seit Augustus direkt dem Kaiser unterstanden („kaiserliche Provinzen“, provinciae Caesaris) und von legati Augusti verwaltet wurden.
Der Senat bestimmte, in der Regel durch Los, jeweils für ein Jahr den Statthalter der Provinzen, der den Titel proconsul führte, auch wenn er noch nicht Konsul, sondern erst Prätor gewesen war. Nur die reichen Provinzen Asia und Africa erhielten einen ehemaligen Konsul als Statthalter. Ihnen stand jeweils ein Quästor und ein Legat (in Asia und Africa mehrere) zur Seite. Die Statthalterschaft in den beiden konsularischen Provinzen galt als die Krönung einer senatorischen Laufbahn.
Die „senatorischen“ Provinzen waren in der Regel die inneren Provinzen am Mittelmeer. Bis auf die Provinz Africa gab es in ihnen keine Legionstruppen, sondern nur schwache Hilfstruppenverbände. Kurz nach Beginn der Alleinherrschaft des Augustus 27 v. Chr. waren die römischen Provinzen in öffentliche und kaiserliche Provinzen eingeteilt worden. Indem der princeps dem Senat die Verwaltung der befriedeten Territorien überließ und so seinen Anspruch unterstrich, die res publica erneuert zu haben, behielt er zusammen mit den gefährdeten Provinzen auch das Kommando über etwa neun Zehntel der Armee, wie schon antike Autoren wie Cassius Dio richtig erkannten.
Bei Augustus’ Tod im Jahr 14 gab es folgende provinciae publicae:
- Achaea (15–44 mit Moesia und Macedonia zusammen als kaiserliche Provinz)
- Africa
- Asia
- Creta et Cyrene
- Cyprus
- Gallia Narbonensis
- Hispania Baetica
- Macedonia (15–44 mit Achaea und Moesia zusammen als kaiserliche Provinz)
- Bithynia et Pontus
- Sicilia

Die Zahl von zehn Provinzen entspricht der der als Statthalter in Frage kommenden ehemaligen Magistrate jeden Jahres (zwei Konsuln und acht Prätoren).
Für kurze Zeit ab 66/67 n. Chr. gehörte als Ersatz für das zeitweilig von Nero aus der Provinzverwaltung entlassene Achaea (Griechenland) die Provinz Sardinia et Corsica zu den provinciae publicae. Ab dem Jahr 165 war auch Lycia et Pamphylia eine provincia populi Romani.